# Catarata
Catarata is een geslacht van vlinders van de familie sikkelmotten (Oecophoridae), uit de onderfamilie Stenomatinae.

## Soorten
- C. lapilella Busck, 1914
- C. lepisma Walsingham
- C. obnubila Busck, 1914
- C. ocellata Busck, 1914
- C. stenota Walsingham, 1912